# Жанин Шасеге-Смиржел
Жанин Шасеге-Смиржел (на френски: Janine Chasseguet-Smirgel) е водещ френски психоаналитик, обучаващ аналитик и бивш президент на Парижкото психоаналитично общество.
От 1983 до 1989 г. е вицепрезидент на Международната психоаналитична асоциация. Шасеге-Смиржел е Фройд професор в Университетски колеж Лондон и професор по психопатология в Университет Лил Норд де Франс. Тя е най-добре позната с нейната преработка на фройдовата теория за идеалното Аз и неговата връзка с първичния нарцисизъм, както и с разширяването на тази теория до критика на утопичната идеология.

## Биография
Родена е през 1928 година в Париж, Франция, в еврейско семейство от Централна Европа. Тя става психоаналитик, след това продължава да учи политическа наука и защитава докторат по психология. Като други млади френски интелектуалци, тя скъсва отношенията си с комунистическата партия след съветската инвазия в Унгария през 1956 г.
По времето на студентските вълнения от май 1968 г., тя става политически консервативна. В тяхната анонимна книга от 1969 г. „L'universe contestationnaire“ (преработена и издадена на английски език през 1986 г. като Фройд или Райх? Психоанализа и илюзия), Шасеге-Смиржел и мъжът ѝ Бела Грунбергер смятат, че утопическата политическа идеология на студентите демонстранти, както и на техните фройдомарксистки въплъщения – Херберт Маркузе и Жил Дельоз, се поддържа от първичен нарцисизъм, желанието да се завърнеш в майчината утроба. Смиржел анализира на гледната точка на фройдисткия дисидент Вилхелм Райх, който се опитва да систематизира либидото, обяснявайки защо неговата оргонна теория събира почитатели, въпреки нейния видим псевдонаучен характер.
Умира на 5 март 2006 година в Париж на 78-годишна възраст.